# Жанаконис (Жалагаський район)
Жанакони́с (каз. Жаңақоныс) — село у складі Жалагаського району Кизилординської області Казахстану. Входить до складу Танського сільського округу.
У радянські часи село називалось МТФ.
Населення — 141 особа (2021; 178 у 2009, 230 у 1999, 19 у 1989).